# الجمعية الأمريكية لأعمال المياه
الجمعية الأمريكية لأعمال المياه (بالإنجليزية: American Water Works Association, AWWA)‏ هي منظمة محترفة دولية غير ربحية مكرسة لتحسين تزويد الماء ونوعيته. تأسست في عام 1881، وتطالب أن يصل عدد أعضائها إلى حوالي 60,000 عضو في جميع أنحاء العالم مع نهاية عام 2009.
AWWA هي أكبر منظمة من أخصائيي المياه في العالم، الذين يمثلون أكثر من 100 بلد. أعضاء AWWA يمثلون السلسلة الكاملة للعاملين في مجال المياه : مشغلي معمل المعالجة والمديرين، العلماء، البيئيين والمصنّعين، الأكاديميين، المنظمين، وغيرهم من المهتمين في مجال تزويد المياه والصحة العامة، وغيرهم من المهتمين في مجال تزويد المياه والصحة العامة.
تنجز AWWA مهمتها من خلال المناصرة، الاتصالات، المؤتمرات، التعليم والتدريب، العلوم والتكنولوجيا، والعمل على الصعيد المحلي بين 43 قسم ل AWWA في جميع أنحاء أمريكا الشمالية.

## المنشورات
تنشر الجمعية مجلة باسمها'AWWA' ،بالإضافة إلى مقالات حول التطبيقات والاختبارات المعيارية لاستخدامها من قبل الصناعة. تستعرض اللجان الدائمة المعايير وتحدّثها على النحو المطلوب بشكل دوري. يعقد مؤتمر سنوي في الولايات المتحدة للمنظمة بأكملها وتعقد بعض الاجتماعات الإقليمية والمؤتمرات في جميع أنحاء العالم.
توفر AWWA تدفقا مستمرا من المعلومات الموثوقة عن التكنولوجيا، التوجهات، والأخبار من خلال المجلات الدورية التي تصدرها وموقعها على الإنترنت، والتوعية عن طريق وسائل الإعلام. كما تنشر مخزون واسع من المعايير،الكتب، الكتيبات وأشرطة الفيديو وقواعد البيانات الإلكترونية، والتقارير لاستخدامها من قبل المختصين في مجال المياه وغيرها.
تطور AWWA معايير الصناعة للمنتجات والعمليات وأفضل التطبيقات التي تعزز الصحة والسلامة العامة. يوفر برنامج معايير AWWA المعايير منذ عام 1908 واعترف به دوليا كمصدر أساسي للموارد المرجعية العلمية والإدارية لمجتمع مياه الشرب. حاليا، هناك ما يزيد على 145 معيار لـAWWA تغطي التنقية، والعلاج بالمواد الكيميائية، وممارسات التعقيم ،العدادات، الصمامات، صهاريج التخزين،المضخات، الحديد اللين، الصلب والخرسانة، اسمنت الاسبستوس ،والأنابيب البلاستيكية وملحقاتها.

## موارد الصناعة المائية
من خلال QualServe -برنامج طوعي لتحسين جودة مرافق المياه- تساعد AWWA على تحسين العمليات الإجمالية لمرافق المياه والصرف الصحي، وزيادة رضا العملاء والثقة على أسس مستمرة.يوفر QualServe أداة للتقييم الذاتي، استعراض النظائر ووضع المعايير لمساعدة تقييم المرافق وتعزيز الأداء.
تقدم AWWA للناس العديد من الفرص للالتقاء، التعلم، كما توفر شبكة على الصعيد الدولي والوطني، وعلى مستوى الإقليم. وعلاوة على المنشورات والمؤتمرات الواسعة لمهنيي المياه، تستضيف AWWA مجموعة متنوعة من حلقات العمل والندوات والمؤتمرات، والبرامج التي تركز على جوانب معينة في إدارة المياه.
AWWA هي المورد الرئيسي للتعليم المستمر والتنمية لمهنيي المياه. تتوفر المواد والتعليمات من خلال مجموعة متنوعة من وسائل الإعلام، من الحلقات الدراسية التقليدية إلى الدورات على الإنترنت، المؤتمرات عن بعد والبث على شبكة الإنترنت.
تميز هذه الكفاءات الأساسية AWWA باعتبارها المورد الموثوق من أجل المعرفة والمعلومات، والدعوة إلى تحسين نوعية وإمدادات المياه الشرب في أمريكا الشمالية وخارجها. من خلال القوة الجماعية لأعضائها، تساعد AWWA الجميع ليصبحوا إداريين أفضل للمياه من أجل المصلحة العليا للشعب والبيئة.

## تطور معايير مياه الشرب
في أيار / مايو 1985، دخلت وكالة حماية البيئة الأمريكية في اتفاق تعاوني مع الاتحاد الألماني تقوده منظمة NSF الدولية لتطوير معايير طوعية محايدة يتم الاتفاق عليها وبرنامج للمصداقة على جميع المواد المضافة بشكل مباشر وغير مباشر لمياه الشرب. أعضاء آخرون في الاتحاد الألماني يشمل AWWA. الاتحاد الألماني مسؤول عن الجهد التعاوني للمصنّعين، المنظمين، ومستخدمي المنتجات وغيرهم من الأطراف المعنية التي تطور وتحافظ على معايير NSF.

## المياه من أجل الشعب
في شباط / فبراير 1991، أسست AWWA منظمة المياه من أجل السكان ،و هي منظمة تنمية دولية غير ربحية تساعد الناس في البلدان النامية على تحسين نوعية الحياة من خلال دعم تنمية الموارد المستدامة لمياه الشرب المحلية ومرافق الصرف الصحي، والرعاية الصحية وبرامج التثقيف الصحي.

## وصلات خارجية
- موقع AWWA
- مطبوعات AWWA
- AWWA المؤتمرات والتعليم
- AWWA الموارد الفنية والتقنية